# Военно-воздушные силы и войска противовоздушной обороны Республики Сербской
Военно-воздушные силы и войска противовоздушной обороны Республики Сербской (серб. Ратно ваздухопловство и противваздушна одбрана Војске Републике Српске), сокращённо ВВС и войска ПВО Республики Сербской (серб. В и ПВО ВРС) — один из видов Вооружённых сил Республики Сербской. Официально были сформированы 27 мая 1992 года. Принимали участие в войнах в Боснии и Герцеговине и Хорватии, после окончания боевых действий были реорганизованы. В 2006 году стали частью единых Вооружённых сил Боснии и Герцеговины, часть вертолётов была передана гражданским структурам Республики Сербской.

## История

### Предыстория

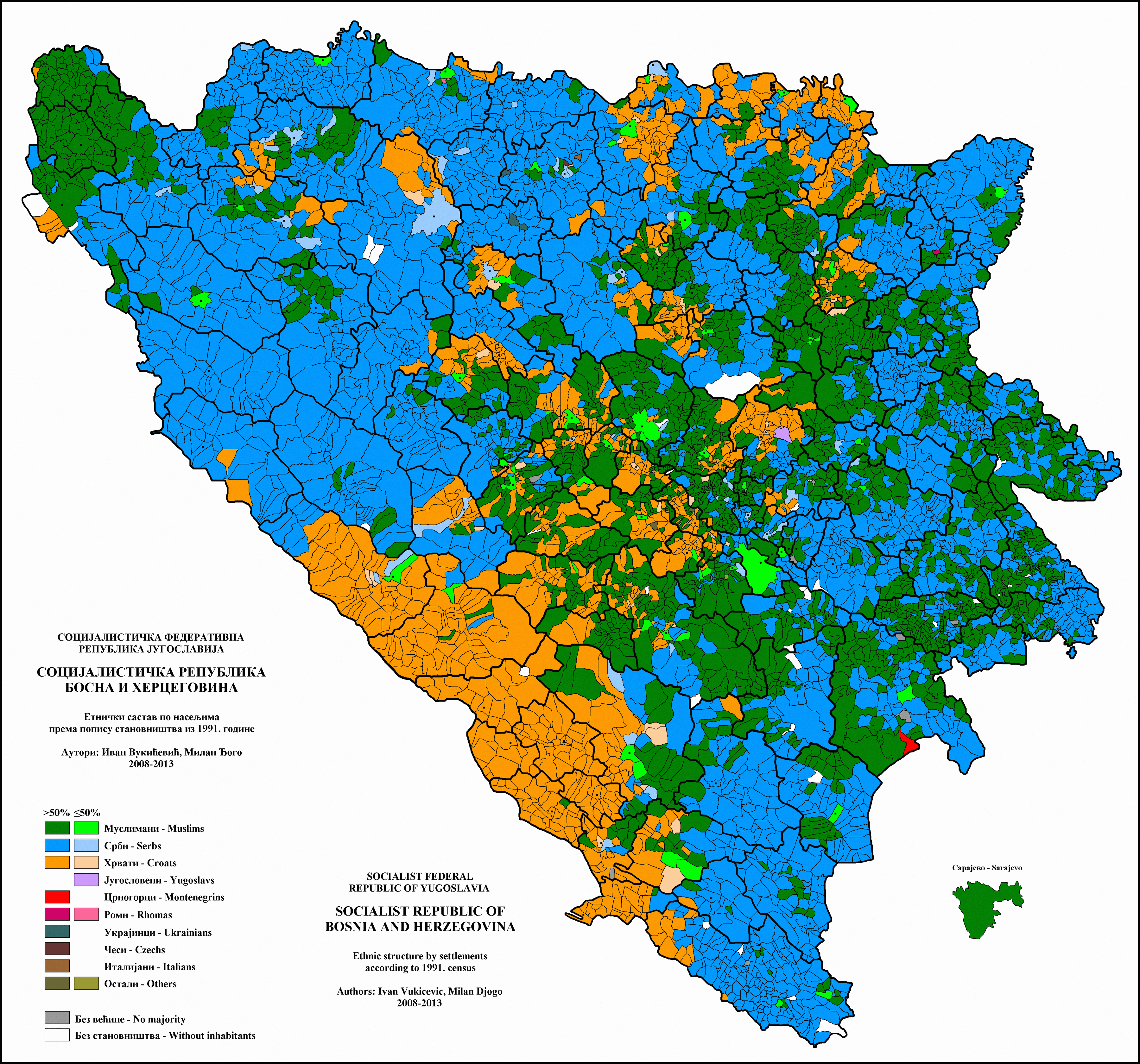
Этническая карта Боснии и Герцеговины согласно переписи населения 1991 года

Босния и Герцеговина исторически была многонациональным государством. По данным переписи 1991 года, 43,7 процента населения были боснийскими мусульманами, 31,4 процента — сербами, 17,3 процента — хорватами и 5,5 процента определяли себя как югославы. Большинство югославов были по происхождению сербами либо детьми от смешанных браков. В 1991 году 27 % браков были смешанными.
В результате первых многопартийных выборов, состоявшихся в ноябре 1990 года, победили три крупнейшие националистические партии Партия демократического действия, Сербская демократическая партия и Хорватское демократическое содружество.
Стороны разделили власть по этнической линии так, что главой республики стал босниец-мусульманин Алия Изетбегович, председателем парламента — серб Момчило Краишник, а премьер-министром — хорват Юре Пеливан.
15 октября 1991 года парламент Социалистической республики Боснии и Герцеговины в Сараеве принял «Меморандум о суверенитете Боснии и Герцеговины» простым большинством голосов. Меморандум встретил горячие возражения сербских членов боснийского парламента, утверждавших, что вопросы, касаемые поправок в конституцию, должны быть поддержаны 2/3 членами парламента. Несмотря на это, «Меморандум» был утверждён, что привело к бойкоту парламента со стороны боснийских сербов. Во время бойкота было принято законодательство республики. 25 января 1992 года во время сессии боснийского парламента он призвал к референдуму по вопросу независимости, назначив его на 29 февраля и 1 марта.
29 февраля — 1 марта 1992 года в Боснии и Герцеговине прошёл референдум о государственной независимости. Явка на референдуме составила 63,4 %. 99,7 % избирателей проголосовали за независимость. Независимость республики была подтверждена 5 марта 1992 года парламентом. Однако сербы, которые составляли треть населения БиГ, бойкотировали этот референдум и заявили о неподчинении новому национальному правительству БиГ, начав с 10 апреля формировать собственные органы власти с центром в городе Баня-Лука. Национальное движение сербов возглавила Сербская демократическая партия Радована Караджича.
Летом 1991 года во время боевых действий в Словении и Хорватии командование Югославской народной армии приняло решение эвакуировать часть своих сил из этих республик. Части федеральной армии покидали всю территорию Словении в соответствие с договором между словенским руководством и Президиумом СФРЮ. В Хорватии в тот момент югославская армия покидала только часть районов, эвакуируя свои силы на территорию Сербской Краины или Боснии и Герцеговины. Некоторые из выведенных подразделений в дальнейшем принимали участие в боях в Хорватии. В частности, силы югославских ВВС покинули аэродромы Церклье в Словении и Лучко и Плесо в Хорватии. На территорию Боснии также были выведены части ПВО, ранее прикрывавшие Загреб.
После подписания Сараевского перемирия между Хорватией и Югославией, федеральная армия была реорганизована. Её 5-й корпус ВВС и ПВО был расформирован, как и некоторые его подразделения. Оставшиеся вошли в состав 5-й Оперативной группы ВВС и ПВО, в зоне ответственности которой была западная часть БиГ и Сербская Краина. С началом конфликта в Боснии югославская армия принимала краткое участие в боях, но затем власти в Белграде приняли решение о выводе армии на территорию Сербии и Черногории до 19 мая 1992 года. Личный состав, живший на территории Боснии, был демобилизован и, в большинстве своём, присоединился к создаваемому в мае того же года Войску Республики Сербской. Ему югославская армия также оставила значительные запасы вооружений и снаряжения. В частности, находившиеся в процессе формирования военно-воздушных сил и противовоздушной обороны боснийских сербов получили самолёты и вертолёты, дислоцировавшиеся на аэродроме Маховляни.

### ВВС и ПВО во время войны в Боснии и Герцеговине

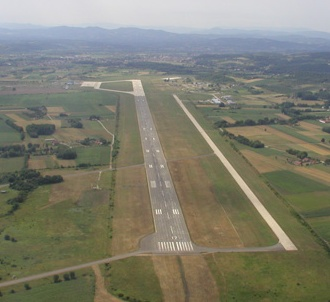
Аэродром Маховляни (ныне Международный аэропорт Баня-Лука)

12 мая 1992 года руководство Республики Сербской приняло решение создать собственные вооружённые силы. Одним из их видов стали ВВС и ПВО, начавшие функционировать 19 мая того же года. От Югославской народной армии боснийские сербы получили девять самолётов J-21 Jастреб, тринадцать J-22 Орао, один Г-4 Супер Галеб, двадцать семь вертолётов СОКО Газела, четырнадцать вертолётов Ми-8Т. Кроме них федеральная армия оставила некоторое количество ЗРК С-75 и «Куб», ПЗРК «Стрела-2М» и «Игла», а также зенитную артиллерию калибров 20-мм, 30-мм и 40-мм. В своё распоряжение силы авиации и противовоздушной обороны получили и инфраструктуру на аэродроме Маховляни и вертолётной базе Залужани.
Официально ВВС и ПВО Республики Сербской были созданы 27 мая 1992 года. В тот же день её боевая авиация совершила 16 вылетов, действуя по регулярным войскам Хорватии и силам боснийских хорватов в Посавине. Первым командиром ВВС и ПВО стал генерал Живомир Нинкович. Штаб возглавил полковник Божо Новак. 15 июня Главный штаб Войска Республики Сербской определил организационно-штатную структуру для авиации и сил противовоздушной обороны. 3 июля она была дополнена. Однако так как в то время шла крупная операция «Коридор-92», в которой боевая авиация принимала широкое участие, формирование и реорганизацию подразделений было решено отложить до окончания первого этапа операции. Только в конце июля того же года было начато формирование авиационной бригады, вертолётных эскадрилий и т.д.

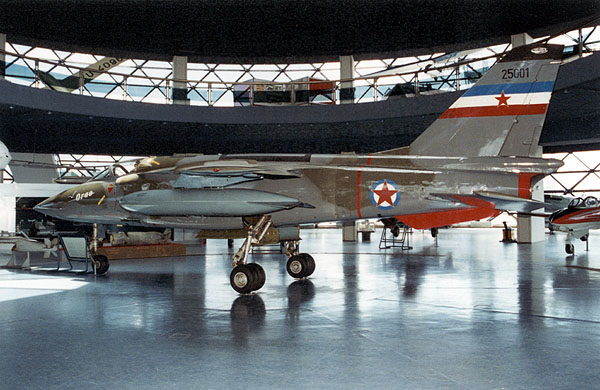
J-22 Орао стали основой ударной авиации ВРС

В этот период ВВС и ПВО были активно задействованы в боях в Посавине, где армия Хорватии и подразделения Хорватского совета обороны прервали наземную связь между западной часть Республики Сербской с её восточными районами. Боевая авиация совершала по несколько вылетов в день, а силы ПВО были развёрнуты в районе Баня-Луки для защиты от хорватской авиации, также действовавшей в Посавине. 9 июня авиация боснийских сербов понесла первые потери — был сбит вертолёт СОКО Газела. 11 июня близ села Йоховац был сбит J-21 Jастреб ВРС в двухместной модификации. Пилот и техник погибли. 24 июня неподалёку от Дервенты огнём зенитной артиллерии сербов был сбит МиГ-21 ВВС Хорватии, пилот погиб. После этого хорватская авиация прекратила полёты в Посавине. 28 июня боснийские сербы потеряли второй самолёт: J-22 Орао был сбит над Оджаком силами ПВО 108-й бригады хорватской армии, пилот был расстрелян в воздухе. Кроме боевой авиации в операции «Коридор-92» большую роль сыграли транспортные вертолёты. Ими было эвакуировано 1894 раненых, совершено 2909 полётов. Ударная авиация в ходе этих боёв совершила 1242 полёта, во время большинства из которых оказывала поддержку сухопутным войскам. Летом 1992 года авиация Республики Сербской также наносила удары по объектам военно-промышленного комплекса в Центральной Боснии. 9 октября Совет безопасности ООН принял резолюцию № 781, запрещавшую полёты над Боснией и Герцеговиной. День спустя ВВС боснийских сербов приостановили полёты.
После принятия резолюции Совбезом ООН западные дипломаты начали давление на руководство боснийских сербов, требуя расформировать боевую авиацию. Основным их аргументом было отсутствие самолётов у их противников — боснийских хорватов и мусульман. На переговорах с лордом Оуэном президент Республики Сербской Радован Караджич первоначально согласился с этим требованием, но после переговоров с генералами Нинковичем и Младичем он отказался ликвидировать ВВС и ПВО. Боевые самолёты не выполняли вылетов вплоть до весны 1993 года, однако вертолёты продолжали полёты, занимаясь, в основном, эвакуацией раненых и доставкой грузов. Кроме того вертолёты СОКО Газела периодически оказывали поддержку сухопутным войскам. Летом 1993 года армия Сербской Краины позволила боснийским сербам использовать свой аэродром Удбина. Это позволило ВРС продолжить полёты боевой авиации, так как воздушное пространство Сербской Краины оставалось открытым. Кроме нескольких самолётов армия Республики Сербской перебросила в Краину также две батареи ЗРК «Куб». 2 августа 1993 года близ Брчко боснийскими мусульманами из переносного зенитно-ракетного комплекса «Стрела-2М» был сбит Ми-8Т ВРС, в котором погибли шесть офицеров и трое гражданских. Среди погибших были командир 92-й смешанной авиационной бригады подполковник Слободан Кустурич и его семья.
28 февраля 1994 года армия Республики Сербской предприняла операцию по уничтожению боеприпасов к дальнобойным реактивным системам залпового огня в Бугойне и Нови-Травнике. В ней были задействованы шесть самолётов J-21 и два J-22, базировавшихся на аэродроме Удбина. J-21 нанесли удар по завод по производству боеприпасов в Нови-Травнике, а J-22 сбросили бомбы на склад вооружений в Бугойне. На обратном пути они были перехвачены истребителями F-16C из состава ВВС США, занимавшихся обеспечением бесполётной зоны над Боснией и Герцеговиной. Ими были сбиты четыре J-21 Jастреб, ещё один упал после израсходования горючего. Последний J-21 и оба J-22 приземлились на аэродром Удбина.
Весной 1994 года силы НАТО нанесли ряд ударов по позициям ВРС близ Горажде и в Восточной Герцеговине. Сербам удалось подбить французский Etandar-IVP 15 апреля при помощи ПЗРК «Стрела-2М», однако самолёт смог благополучно вернуться на авианосец. На следующий день этим же зенитным комплексом сербами был сбит британский Sea Harrier, упавший на Горажде. После этих событий ВВС и ПВО РС принимали участие в боях за Бихач осенью 1994 года. Первоначально самолёты ВРС, взлетавшие с Удбины, выпускали ракеты из воздушного пространства Сербской Краины, не нарушая бесполётную зону над Боснией и Герцеговиной. Но 18 ноября 1994 года два J-22 Орао атаковали военные и индустриальные объекты непосредственно в Бихаче и один самолёт упал, задев крылом трубу одного из заводов. В итоге, чтобы прекратить использование аэродрома Удбина, НАТО 21 ноября нанесло по нему массированный авиаудар. Бомбардировке также подверглись позиции противовоздушной обороны Сербской Краины в регионе Бания, а Республики Сербской — в Западной Боснии.
2 мая 1995 года, во время наступления хорватской армии на Западную Славонию, силы ПВО РС над Босанска-Градишкой сбили хорватский МиГ-21, который перед этим сбросил на город несколько бомб. В тот же день в этот район была переброшена 1-я самоходная батарея ПВО, но хорватская авиация приостановила полёты. Также в мае силы НАТО несколько раз наносили удары по складам ВРС. Пытаясь перехватить атакующие самолёты, 1-я самоходная батарея ПВО 2 июня 1995 года сбила американский F-16C, который упал близ Босански-Петровца. Пилоту удалось катапультироваться и шесть дней скрываться от поисковых отрядов ВРС. 8 июня его подобрала эвакуационная группа НАТО. Этот инцидент привёл к серьёзным изменениям в уставах ВВС США. С тех пор ударная авиация действовала исключительно при поддержке самолётов с противорадарными ракетами.
Авиация Республики Сербской была активно задействована в боях в Динарских горах летом 1995 года, где силы хорватской армии и боснийских хорватов заняли города Гламоч и Босанско-Грахово. Во время операции «Буря» самолёты ВРС с аэродрома Удбина в Сербской Краине вернулись на аэродром Маховляни. Туда же перелетели все исправные самолёты из состава краинской армии. 6 августа 1995 года два J-22 Орао ВРС нанесли удар по химическому заводу в Кутине (Хорватия). В этот период потери авиации ВРС составили два самолёта. Один J-22 в июне из-за ошибки пилота упал на взлётно-посадочную полосу Удбины, а второй был сбит 10 августа «дружественным огнём» близ Дрвара.

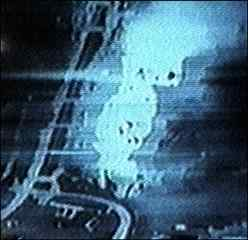
Снимок авиаудара НАТО в ходе операции «Обдуманная сила»

30 августа 1995 года НАТО начала операцию «Обдуманная сила», продолжавшуюся до 21 сентября того же года. После её официально окончания также было нанесено несколько воздушных ударов по позициям боснийских сербов, последняя бомбардировка произошла 9 октября. Одной из основных задач операции было уничтожение системы ПВО Республики Сербской. Были уничтожены либо повреждены 60 военных объектов ВРС, в том числе радары, центры связи, командные пункты и т. д. Потери НАТО составили один Mirage-2000, сбитый из ПЗРК «Игла» 30 августа близ Пале. После операции представитель ВВС США полковник Чарльз «Чак» Волд заявил, что несмотря на нанесённый ущерб, ПВО боснийских сербов сохранило боеспособность.
9 сентября 1995 года, пока авиация НАТО наносила удары по позициям и объектам Республики Сербской, силы хорватской армии, боснийских хорватов и боснийских мусульман предприняли ряд крупных наступательных операций в Западной Боснии и на плато Озрен. В этих боях сербы задействовали авиацию для поддержки сухопутных войск. Важную роль самолёты ВРС сыграли в противодействии хорватским атакам на Нови-Град и Козарска-Дубицу (операция «Уна-95»), а также при боях с 5-м корпусом армии боснийских мусульман. В боях за Нови-Град один J-21 Jастреб был сбит. Последний боевой вылет в Боснийской войне ВВС Республики Сербской совершили в ноябре 1995 года.
За время боевых действий в рядах ВВС и ПВО Республики Сербской погибли 89 военнослужащих. Среди них было 13 погибших пилотов и 15 человек из технического персонала эскадрилий. Также 35 человек погибли в наземных боях, а ещё 26 — во время бомбардировок со стороны авиации НАТО. Из материальной части были потеряны 12 самолётов (5 J-22 и 7 J-21), а также семь вертолётов (5 СОКО Газела и 2 Ми-8Т).
Самолёт J-21 Jастреб номер 24160 после войны стал частью памятника павшим воинам ВВС и ПВО Республики Сербской.

### Послевоенный период
После прекращения боевых действий личный состав ВВС и ПВО вернулся в казармы. В конце 1995 года у армии Республики Сербской осталось 8 самолётов J-22 ОРАО, 15 J-21 Jастреб, 1 Г-4 Супер Галеб, 2 УТВА-75, 22 вертолёта СОКО Газела, 12 вертолётов Ми-8. С ноября 1995 года по 25 апреля 1996 года, когда силы IFOR готовились к размещению в Боснии и Герцеговине, все полёты в её воздушном пространстве были запрещены. После снятия запрета авиация боснийских сербов проводила только учебные полёты в районе Прнявора. Каждый из них проходил под контролем международных сил и должен был получить предварительное согласование. При этом, во время первых учебных вылетов самолёты и вертолёты не должны были нести на себе вооружение.

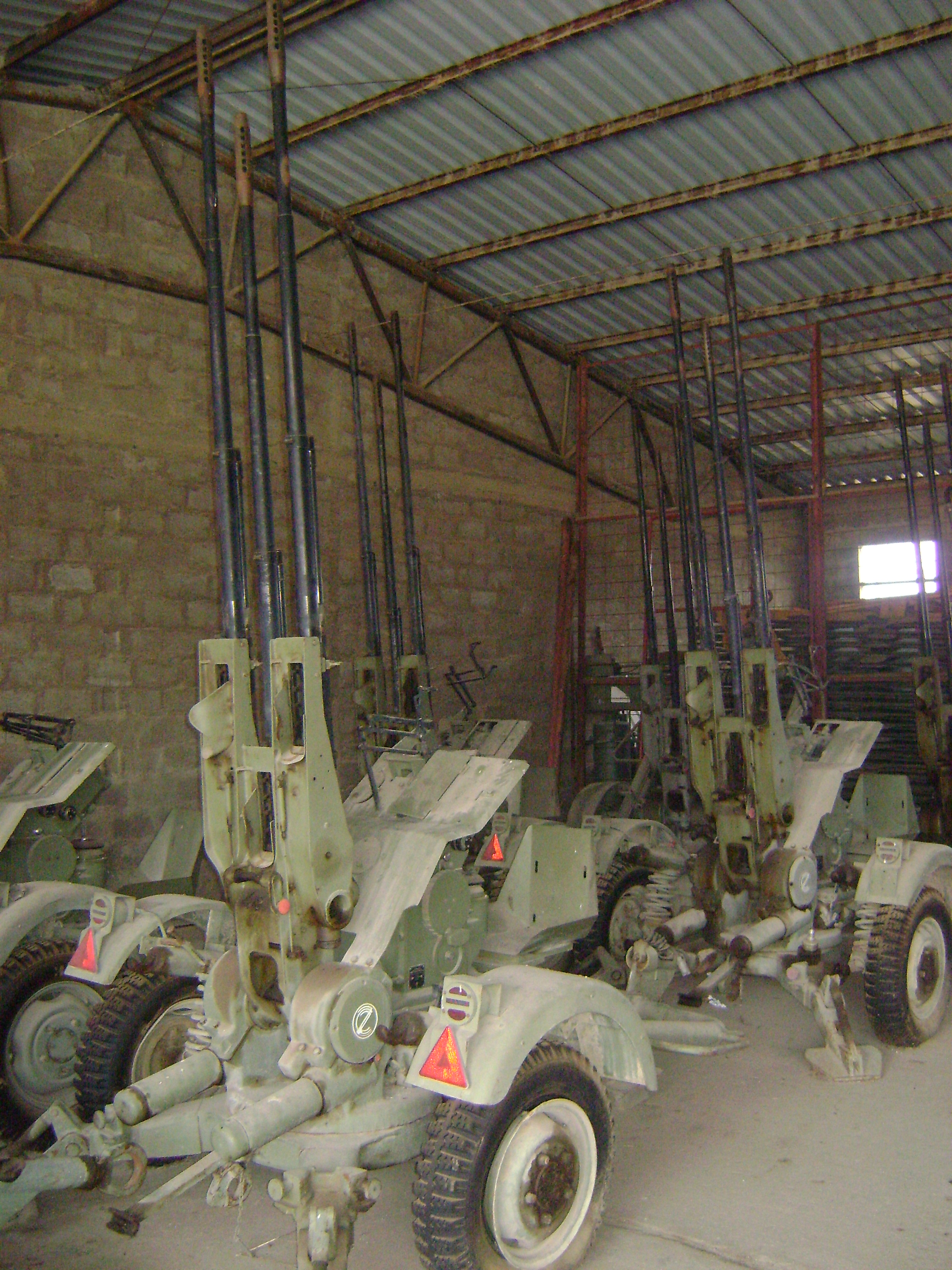
Зенитные установки М55 на хранении

В марте 1996 года в вооружённых силах РС была проведена реорганизация, заключавшаяся, в основном, в уменьшении численности личного состава и преобразовании подразделений. В ВВС и ПВО 155-я бригада была преобразована в 855-ю, 92-я смешанная бригада в 892-ю, 51-й батальон в 851-й, 172-й полк в 872-й, взвод РЭБ и рота РЭБ в 88-й взвод и 88-ю роту соответственно, 474-й полк в 884 полк, 474-я база в 874-ю базу. 92-я многоцелевая эскадрилья, 76-я база, 76-я эскадрилья, служба безопасности военно-воздушных сил и десантно-штурмовая рота были расформированы. Также было сокращено количество военной техники. Согласно Дейтонским соглашениям, Войско Республики Сербской могло располагать 21 боевым самолётом и 7 боевыми вертолётами. Поэтому с нескольких вертолётов были демонтированы вооружение и прицелы. В 1998 году ВВС и ПВО возглавил генерал Милан Торбица.
В 1998 году международные силы SFOR сняли ранее наложенный на ВВС и ПВО Республики Сербской запрет на участие в совместных с сухопутными войсками учениях. В 1999 году, во время бомбардировок силами НАТО Союзной Республики Югославии, часть офицеров из подразделений ПВО РС принимали участие в боевых действиях в составе югославской противовоздушной обороны. После окончания войны они вернулись в Республику Сербскую. В то же время ущерб, нанесённый Югославии и, в частности, её военно-промышленному комплексу, серьёзно осложнил поддержание боеспособности авиации боснийских сербов и подготовку пилотов.
17 июля 2002 года ВВС и ПВО возглавил генерал-майор Маринко Шильегович. Авиация РС не имела возможности закупать новые самолёты и вертолёты, ограничиваясь ремонтом уже имеющихся. Постепенно, количество исправной техники уменьшалось. Так, осенью 2002 года самолёты J-22 Орао совершили последние полёты, после чего были отправлены на консервацию. В 2003 году в ВВС и ПВО оставалось 7 J-22 Орао, 9 J-21 Jастреб, 1 Г-4 Супер Галеб, 2 УТВА-75, 22 вертолёта СОКО Газела и 11 Ми-8. Личный состав насчитывал 1100 человек, из них 250 были военнослужащими по призыву. Также в рядах ВВС числились 64 пилота.
В августе 2005 года Скупщина Республики Сербской согласилась принять предложенный Высоким представителем в Боснии и Герцеговине Рафи Григоряном план формирования единых вооружённых сил и министерства обороны в БиГ в рамках широкой военной реформы. Согласно ему, вооружённые силы энтитетов упразднялись, а вопросы обороны передавались правительству в Сараеве. ВВС и ПВО Республики Сербской стали частью соответствующего вида ВС БиГ. На территории РС военные функции сохранил только аэродром Маховляни. При поддержке властей РС уволившиеся из армии пилоты основали компанию «Вертолётный сервис Республики Сербской», которая получила в своё пользование несколько вертолётов, в том числе три вертолёта СОКО Газела из состава бывших ВВС и ПВО. В рамках компании эти вертолёты выполняют задачи в интересах Правительства и Министерства внутренних дел Республики Сербской.

## Организация ВВС и ПВО армии Республики Сербской

### Командный состав
За время существования ВВС и ПВО Республики Сербской их возглавляли следующие командиры:
- генерал-майор Живомир Нинкович (1992—1998)[9]
- генерал-майор Милан Торбица (1998—2002)[33][34]
- генерал-майор Маринко Шилегович (2002—2005)[39][36]

### Организационно-штатная структура в годы войны
Определение организационно-штатной структуры ВВС и ПВО началось в июне 1992 года. Соответствующий приказ был издан Главным штабом 16 июня. Согласно ему, ВВС и ПВО должны были иметь следующую структуру:
- Штаб
- 92-я смешанная авиационная бригада
- 155-й полк ПВО (позднее переформирован в 155-ю бригаду)
- 51-й батальон воздушного наблюдения, обнаружения и наведения
- 474 авиационная база (позднее переименована в 74-ю базу)
- воздушно-десантная рота
- взвод РЭБ
- служба безопасности

Приказом Главного штаба от 3 июля 1992 года создавались также следующие подразделения:
- 76-я авиационная база
- 76-я авиационная эскадрилья
- 92-я лёгкая авиационная многоцелевая эскадрилья
- 474-й лёгкий артиллерийско-ракетный полк ПВО
- ремонтный институт «Космос»
- ремонтно-технический институт «Орао»

Данная организация ВВС и ПВО использовалась на протяжении всей войны. 17 февраля 1994 года она была дополнена созданием 172-го среднего самоходного ракетного полка ПВО.

### Организационно-штатная структура в послевоенный период
После окончания боевых действий руководство Республики Сербской приняло решение о реорганизации вооружённых сил, сократив их численность и упразднив множество подразделений. Новый состав ВВС и ПВО был утверждён 5 июня 1996 года:
- Штаб
- 855-я ракетная бригада ПВО
- 892-я авиационная бригада
- 851-й батальон воздушного наблюдения, обнаружения и наведения
- 872-й средний самоходный ракетный полк ПВО
- 88-й взвод электронной разведки
- 88-я рота РЭБ
- 884-й лёгкий артиллерийский полк ПВО
- 874-я авиационная база

## Вооружение
| Тип                  | Производство | Назначение                                          | Количество       | Фото |
| -------------------- | ------------ | --------------------------------------------------- | ---------------- | ---- |
| СОКО Ј-21 Јастреб    | СФРЮ         | истребитель-бомбардировщик                          | 9                |      |
| СОКО J-22 Орао       | СФРЮ         | истребитель-бомбардировщик                          | 13               |      |
| СОКО Г-4 Супер Галеб | СФРЮ         | учебно-боевой самолёт                               | 1                |      |
| Ми-8Т                | СССР         | транспортный вертолёт                               | 14               |      |
| СОКО Газела          | СФРЮ         | многоцелевой вертолёт                               | 27               |      |
| Утва-75              | СФРЮ         | учебный самолёт                                     | неизвестно       |      |
| ЗРК Куб              | СССР         | зенитно-ракетный комплекс войсковой ПВО             | три батареи      |      |
| С-75                 | СССР         | зенитно-ракетный комплекс средней дальности         | четыре дивизиона |      |
| Стрела-1             | СССР         | зенитно-ракетный комплекс ближнего радиуса действия | неизвестно       |      |
| Стрела-10            | СССР         | зенитно-ракетный комплекс ближнего радиуса действия | неизвестно       |      |
| ПЗРК «Стрела-2М»     | СССР         | переносной зенитно-ракетный комплекс                | неизвестно       |      |
| ПЗРК «Игла»          | СССР         | переносной зенитно-ракетный комплекс                | неизвестно       |      |
| ЗУ М55               | СФРЮ         | зенитное орудие                                     | неизвестно       |      |
| ЗСУ БОВ-3            | СФРЮ         | зенитная самоходная установка                       | неизвестно       |      |
| ЗСУ М53/59 «Прага»   | СФРЮ         | зенитная самоходная установка                       | неизвестно       |      |
| Bofors L60           | СФРЮ         | зенитное орудие                                     | неизвестно       |      |